# Хегер, Эдуард
Э́дуард Хе́гер (словац. Eduard Heger; род. 3 мая 1976, Братислава, Чехословакия) — словацкий политический и государственный деятель. Председатель партии «Демократы». В прошлом — премьер-министр Словакии (2021—2023), вице-премьер и министр финансов (2020—2021), исполняющий обязанности министра здравоохранения (2021), депутат Национального совета Словакии (2016—2020).

## Биография
Родился 3 мая 1976 года в Братиславе, столице Словацкой социалистической республики в составе Чехословакии.
Окончил факультет коммерции, торговли и маркетинга Экономического университета в Братиславе, получил степень инженера (Ing.).
В 1997—1998 годах — помощник директора компании Intercomp Imex в Братиславе, в 1998—1999 годах — менеджер ресторана Kohútik в Братиславе, в 1999—2000 годах — менеджер по продажам Европейского инвестиционного банка (EIB), в 2001—2005 годах — младший консультант Cubic Applications Inc. в Братиславе, в 2006—2007 годах — менеджер христианской организации Spoločenstvo pri Dóme sv. Martina в Братиславе, в 2007—2016 годах — региональный менеджер компании Old Nassau Imports, производителя одной из самых знаменитых восточноевропейских водок премиум-класса Double Cross Vodka.
В 23 года, после внезапной смерти отца, Эдуард Хегер обратился к христианской вере. В 2006—2010 годах представлял Словакию в руководстве Европейской сети христианских сообществ (European Network of Communities, ENC), в 2010—2018 годах являлся членом исполнительного комитета ENC.

## Политическая деятельность
По итогам парламентских выборов 2016 года избран депутатом Национального совета Словакии, возглавлял парламентскую группу.
После парламентских выборов 2020 года, 21 марта получил портфель министра финансов в правительстве Игора Матовича.
Временно исполняет обязанности министра здравоохранения после отставки Марека Крайчи 12 марта 2021 года на фоне правительственного кризиса из-за закупок российской вакцины «Спутник V».
30 марта 2021 года президент Словакии Зузана Чапутова поручила сформировать новый кабинет министров Эдуарду Хегеру, после отставки премьер-министра Игора Матовича, а 1 апреля утвердила состав правительства во главе с премьером Эдуардом Хегером.
15 декабря 2022 года Национальный совет Словакии выразил недоверие правительству Хегера. 16 декабря президент Зузана Чапутова приняла отставку Хегера и поручила ему продолжать исполнять обязанности до назначения нового кабинета министров. 23 декабря президент уволила министра финансов Игора Матовича и назначила Хегера исполняющим его обязанности.
На съезде 7 марта 2023 года избран председателем партии «Демократы».
7 мая 2023 года подал в отставку. 15 мая назначено правительство под руководством Людовита Одора.

## Личная жизнь
Женат. Отец четверых детей.

## Награды
- Орден «За заслуги» I степени (23 августа 2021 года, Украина) — за весомый личный вклад в укрепление украинско-словацкого межгосударственного сотрудничества, поддержку независимости и территориальной целостности Украины[13].